# Іґнацево (Конінський повіт)
Іґнацево (пол. Ignacewo) — село в Польщі, у гміні Слесін Конінського повіту Великопольського воєводства.
Населення — 214 осіб (2011).
У 1975-1998 роках село належало до Конінського воєводства.

## Демографія
Демографічна структура станом на 31 березня 2011 року:
|          | Загалом | Допрацездатний вік | Працездатний вік | Постпрацездатний вік |
| -------- | ------- | ------------------ | ---------------- | -------------------- |
| Чоловіки | 102     | 19                 | 73               | 10                   |
| Жінки    | 112     | 18                 | 75               | 19                   |
| Разом    | 214     | 37                 | 148              | 29                   |